# Dorpskerk (Twello)
De dorpskerk Twello is een 15e-eeuwse eenbeukige kerk, die oorspronkelijk gewijd was aan Maria, in de Gelderse plaats Twello.
De toren van de kerk werd in het begin van de 15e eeuw gebouwd tegen de westzijde van het toen al bestaande schip. Halverwege de 15e eeuw werden het koor en de sacristie gerealiseerd. In 1522 werd een deel van de kerk door brand verwoest tijdens gevechten tussen de stad Deventer en Karel van Gelre. Achttien parochianen kwamen bij deze brand om het leven. De kerk werd weer hersteld. Halverwege de 16e eeuw werd de toren verhoogd met een derde geleding. Bijzonder zijn de in de 16e eeuw aangebrachte muurschilderingen in de kerk door Ewold van Delft. Aan de zuidmuur van de kerk hangt een epitaaf met de afbeelding van de kruisafneming. Het laatgotische doopvont dateert uit de 15e eeuw. De preekstoel werd vervaardigd door Joost Kok in 1771 en het orgel werd in de periode 1819 tot 1823 gemaakt door de orgelbouwer Abraham Meere.
De kerk en de toren werden in de jaren 1902 en 1903 gerestaureerd door de architect Wolter te Riele. Tijdens de Tweede Wereldoorlog werden de beide klokken door de Duitsers uit de toren geroofd. De door Willem Wegewaert in 1601 gegoten klok is nooit teruggevonden. De klok die door Gerrit Schimmel in 1678 werd gegoten werd wel teruggevonden en hangt weer in de toren. In de jaren 1965 en 1984 werd de kerk opnieuw gerestaureerd. In 2011 werd de kerk heringericht door de architect P.D. van Vliet.
In februari 2018 werden twee gebrandschilderde glas-in-loodramen, voorstellend Jeremia en Jesaja, in de nissen aan weerszijden van de preekstoel geplaatst. De ramen zijn gemaakt door Jan Ooms (1915-1975) en gerestaureerd door de heer Rauwelink uit Aalten. De ramen zijn geschonken door de familie Ooms.
De kerk en de kerktoren zijn erkend als rijksmonument en werden in 1971 ingeschreven in het monumentenregister.

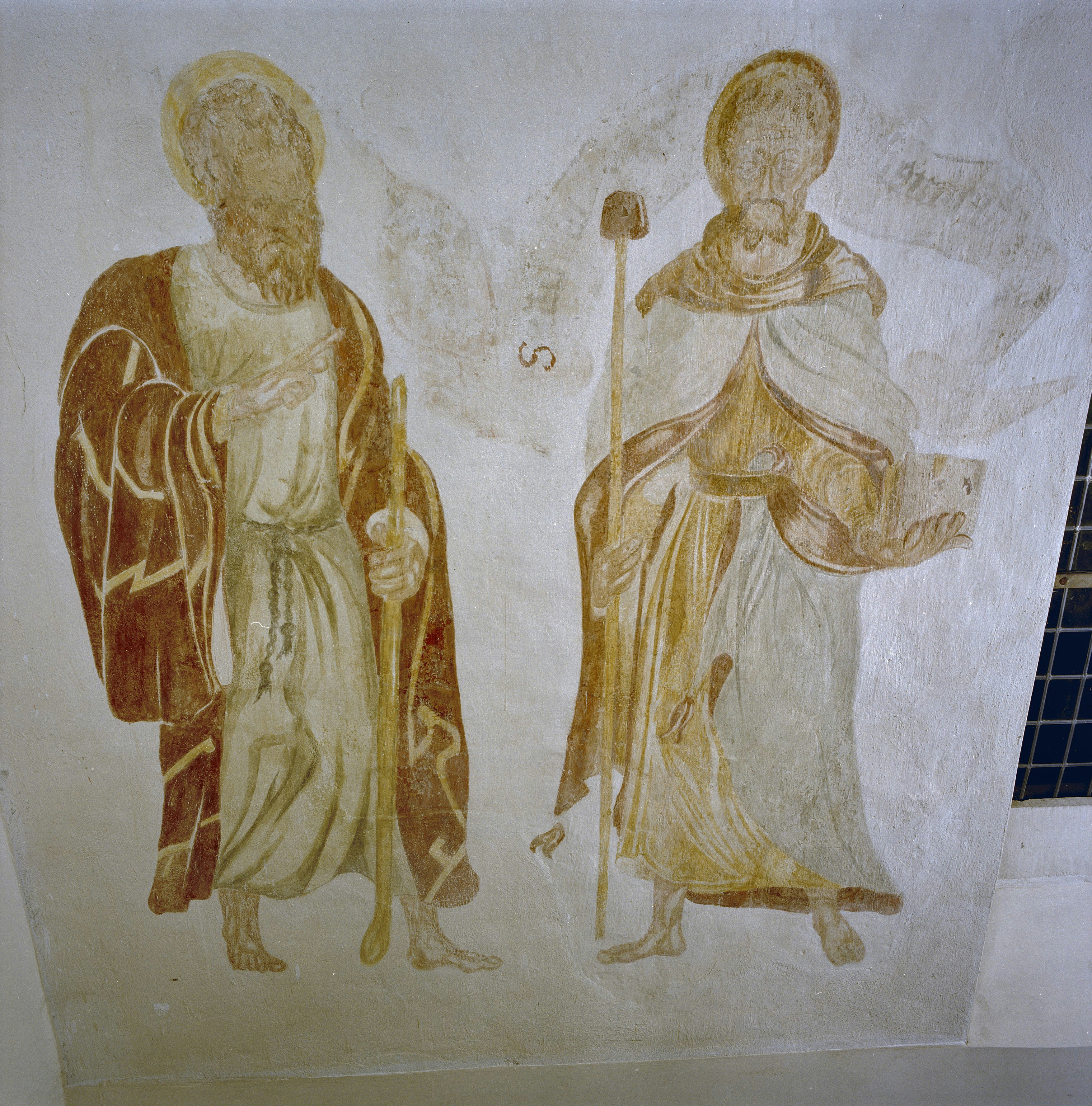
Afbeeldingen van apostelen op de noordmuur van de kerk
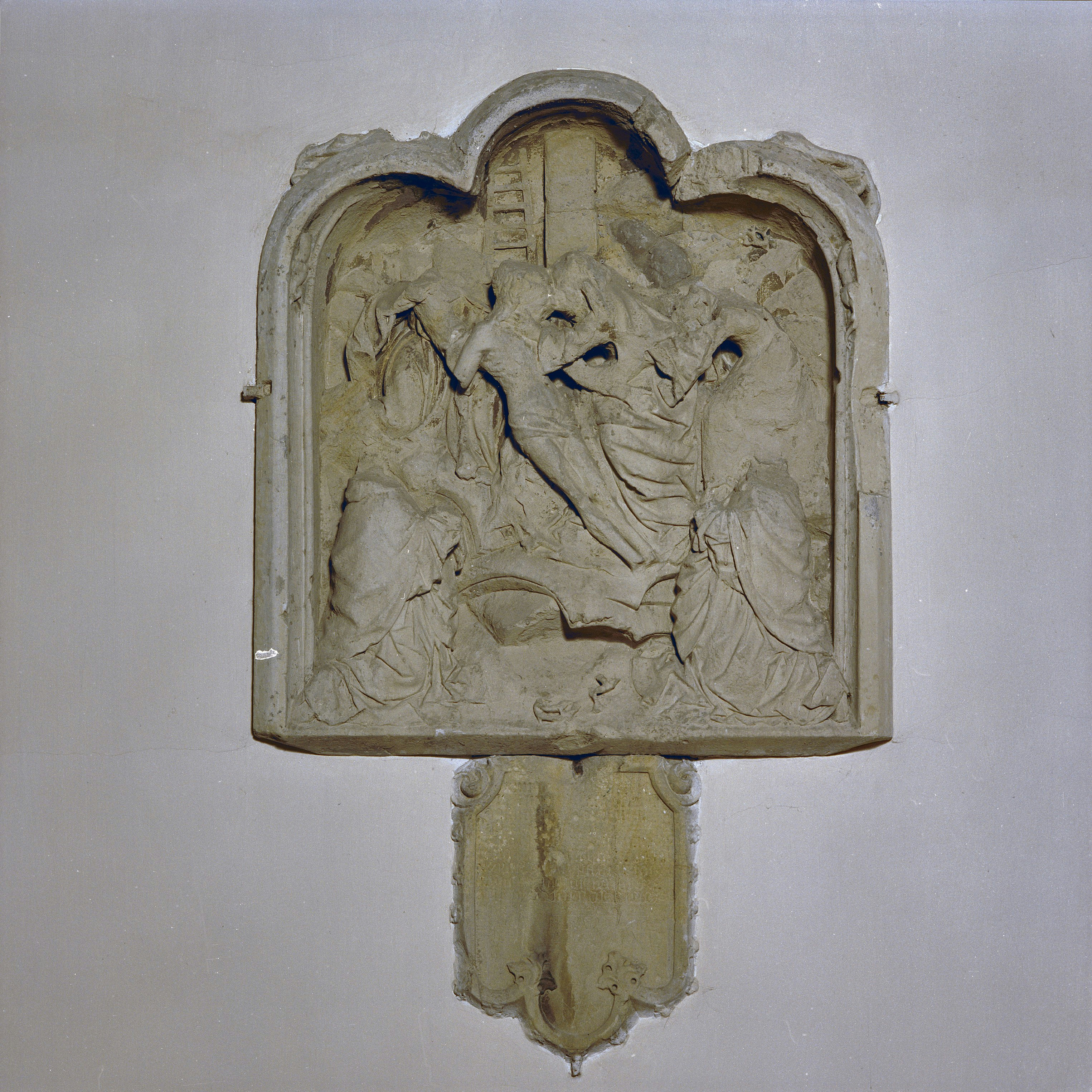
Epitaaf met kruisafneming (circa 1530) aan de zuidmuur van de kerk
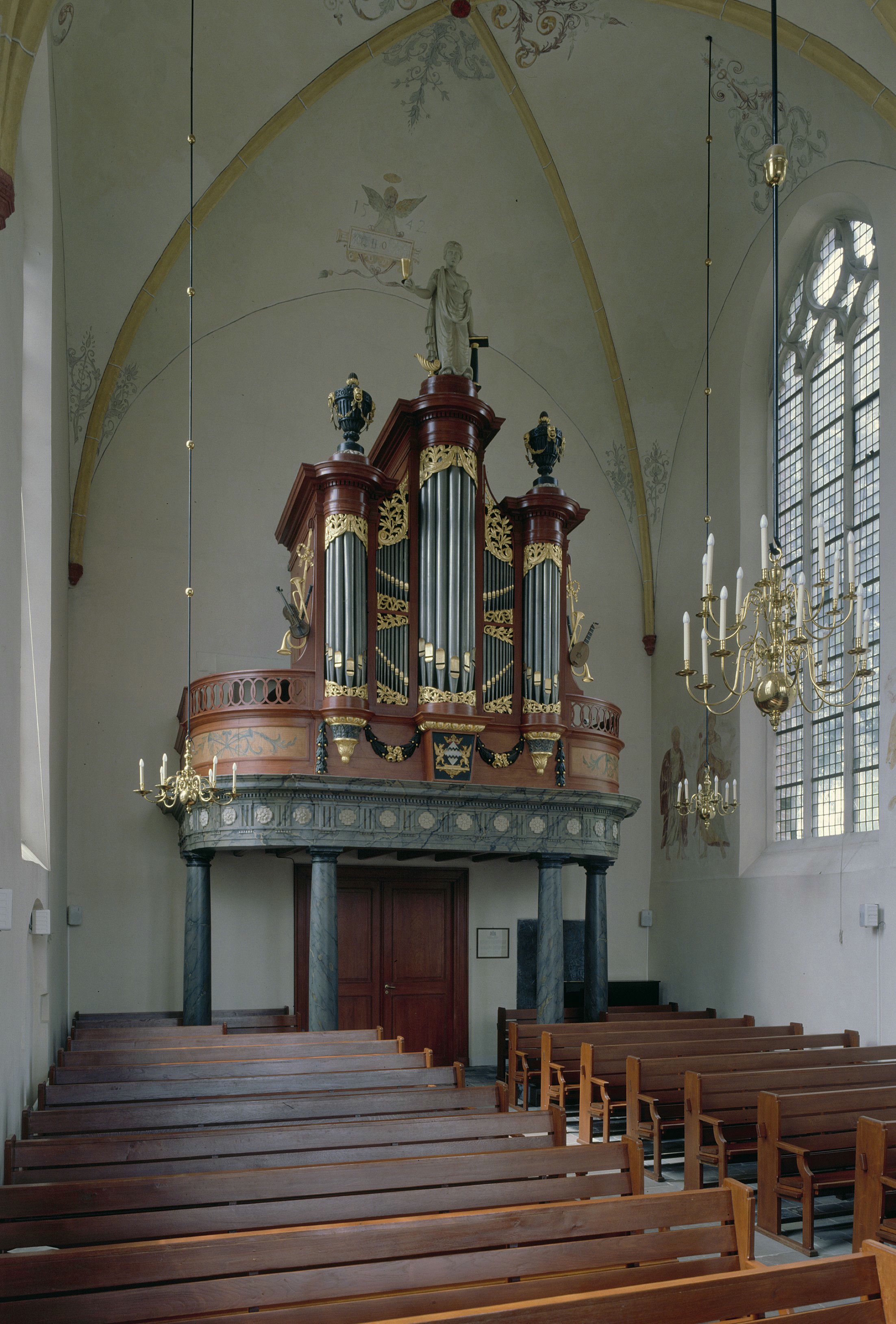
kerkorgel